# Ángel López (jogador de rugby)
Ángel López (16 de janeiro de 1992) é um jogador de rugby sevens espanhol.

## Carreira
Ángel López integrou o elenco da Seleção Espanhola de Rugbi de Sevens, na Rio 2016, que foi 10º colocada.